# 斯皮罗·萨马拉斯

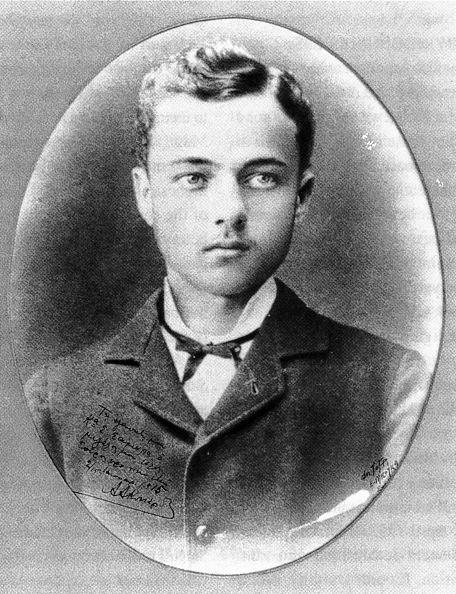
萨马拉斯像

斯皮罗·萨马拉斯（希臘語：Σπυρίδων Σαμάρας；1861年11月29日—1917年4月7日），希腊作曲家，歌剧作家。他是《奥林匹克会歌》（亦称《奥林匹克圣歌》）的曲作者。

## 生平歷略
1861年，斯皮罗·萨马拉斯生于希腊的科孚岛。1875年至1882年，就学于雅典音乐学院。1882，进入巴黎音乐学院学习。
1896年4月6日，夏季奥运会开幕，斯皮罗·萨马拉斯指挥演奏了《奥林匹克圣歌》。1958年，该曲被定为奥林匹克永久会歌。

## 外部連結
- 未定義語言维基文库中与本条目相关的原始文献：
- 互联网档案馆中斯皮罗·萨马拉斯的作品或与之相关的作品
- 斯皮罗·萨马拉斯的免费乐谱，由国际乐谱典藏计划提供